# Warped Tour 2008 Tour Compilation
Warped Tour 2008 Tour Compilation è l'undicesima compilation del Warped Tour, pubblicata il 3 giugno 2008.
La copertina consiste in una foto del cantante degli Underoath (non presenti nella compilation) Spencer Chamberlain durante un'esibizione dal vivo.

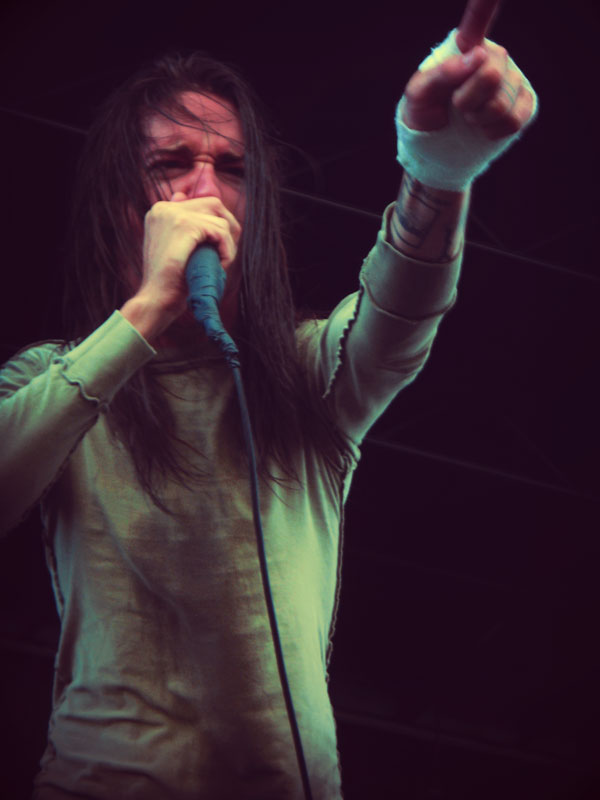
Spencer Chamberlain degli Underoath

## Tracce

### Disco 1
1. New Wave - 3:27 (Against Me!)
2. The Antidote - 3:58 (Story of the Year)
3. The Lightning Storm - 3:27 (Flogging Molly)
4. The Truth - 3:16 (Relient K)
5. Blueprints for Future Homes - 2:49 (Norma Jean)
6. Shiksa (Girlfriend) - 3:36 (Say Anything)
7. Fell in Love Without You - 2:30 (Motion City Soundtrack)
8. Pressure Zone - 3:02 (Beat Union)
9. St. Andrews - 	3:00 (Bedouin Soundclash)
10. Jamie All Over - 3:35 (Mayday Parade)
11. Plenty Strong and Plenty Wrong - 2:41 (Maylene and the Sons of Disaster)
12. Charge Into the Sun - 3:13 (The Briggs)
13. Thelma and Louise - 3:17 (HorrorPops)
14. Wake the Sun - 3:34 (Matches)
15. Recovery - 3:44 (Our Last Night)
16. Algo Que Decir - 2:36 (Allison)
17. Let the Evil Go East - 3:17 (Greeley Estates)
18. Get Out - 2:44 (Color Fred)
19. The Same (Doesn't Feel the Same) - 3:31 (Zox)
20. Yeah! Ska Dance - 2:04 (OreSkaBand)
21. Currents Convulsive - 3:35 (Pierce the Veil)
22. Back Up - 2:47 (Lordz)
23. Stay Pretty - 2:37 (Farewell)
24. Seduction - 3:38 (Alesana)
25. Profit - 3:04 (Fabulous Rudies)

### Disco 2
1. Rite of Spring - 4:22 (Angels & Airwaves)
2. Within Destruction - 3:50 (As I Lay Dying)
3. Dear Maria, Count Me In - 3:02 (All Time Low)
4. Same Blood - 3:14 (The Academy Is...)
5. Prostitution Is the World's Oldest Profession (And I, Dear Madame, Am a - 2:38 (Cobra Starship)
6. Moment - 3:41 (Aiden)
7. Wooderson - 2:10 (The Gaslight Anthem)
8. 2nd Period: Shoot Down the Stars - 3:34 (Gym Class Heroes)
9. Pages - 3:22 (There for Tomorrow)
10. Where Were You? - 2:40 (Every Avenue)
11. Suspect - 1:24 (Black President)
12. Reptar, King of the Ozone - 3:09 (Devil Wears Prada)
13. Mean Fist - 2:37 (Street Dogs)
14. Faster Bullet - 3:12 (The Aggrolites)
15. Gravedigging - 3:45 (Classic Crime)
16. Bada Bing! Wit' a Pipe - 3:19 (Four Year Strong)
17. If We Were a Sinking Ship - 3:20 (Confide)
18. The Way We Talk - 3:45 (Maine)
19. How I Could Just Kill a Man - 2:52 (Charlotte Sometimes)
20. Carpe Diem - 2:36 (Authority Zero)
21. Back Burner - 3:41 (August Burns Red)
22. Baby's Comin' Home Today - 2:50 (Joe Coffee)
23. Luxury - 2:48 (Randies)
24. High Tide or No Tide - 3:06 (Evergreen Terrace)
25. Punk Bitch - 3:51  (3Oh!3)

## Classifiche
| Classifica (2008)         | Posizione massima |
| ------------------------- | ----------------- |
| Canada                    | 20                |
| Stati Uniti               | 35                |
| Stati Uniti (independent) | 3                 |